# Сетка (ткань)

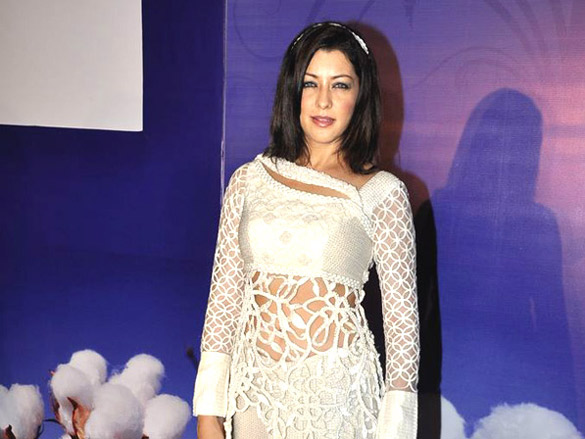
Платье из сетчатого материала.

Сетка (англ. netting) — любой текстиль, в котором пряжа основы и утка перекручивается или образует узел в месте их пересечения, в результате чего получается ткань с большими открытыми пространствами между нитями.

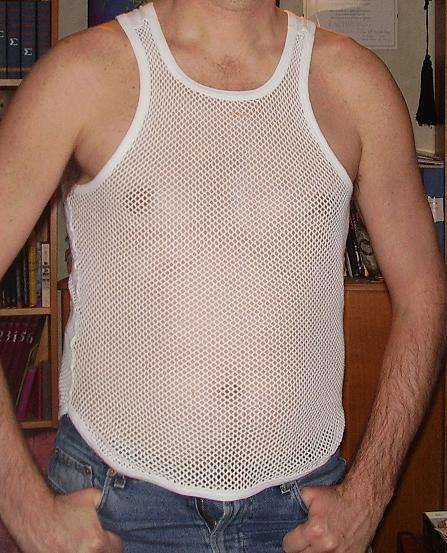
Майка-сетка

Сетку ручного или машинного изготовления используют как основовязальное полотно для многих видов вышивания, включая филейную вышивку и тамбурное кружево. Сетчатый материал может быть использован во многих вещах. Часто дополняет основной материал для добавления ширины к юбке (нижние юбки) свадебного платья и платья на выпускной вечер. Используется для многих костюмов, в том числе и в наряде феи. Также может быть использована в изготовлении пачек для танцевальных костюмов.